# Formica lugubris
Formica lugubris е вид ципокрило насекомо от семейство Мравки (Formicidae). Видът е почти застрашен от изчезване.

## Разпространение и местообитание
Разпространен е в Австрия, България, Великобритания, Германия, Ирландия, Испания, Италия, Норвегия, Румъния, Русия, Словакия, Сърбия, Унгария, Финландия, Франция, Черна гора, Швейцария и Швеция.
Обитава градски и гористи местности и ливади. Среща се на надморска височина от 391 до 497,6 m.